# Discourse
El Discourse és un programari de codi obert per a fòrums d'internet i administració de llistes de correu creat el 2013 per Jeff Atwood, Robin Ward i Sam Saffron. El Discourse va rebre originalment fons de First Round Capital i Greylock Partners. L'aplicació està escrita amb Ember.js i Ruby on Rails. S'utilitza PostgreSQL com a sistema d'administració de base de dades.
Des d'una perspectiva d'usabilitat, Discourse va innovar en el camp de programari de fòrums que existia en incloure funcions popularitzades recentment per les grans xarxes socials, com ara el desplaçament infinit, les actualitzacions en viu, l'expansió d'enllaços i la funció d'arrossegar i deixar anar fitxers adjunts. No obstant això, els objectius establerts pel projecte són més socials que no pas tècnics; centrats en millorar la qualitat de la discussió en línia a través d'un millor programari de fòrum.
El codi font es distribueix sota la Llicència Pública General GNU versió 2; per tant, Discourse pot ser millorat per qualsevol persona. Per altra banda, existeix un servei d'hostatjament que pot contractar-se des de la mateixa companyia dels fundadors. A data d'octubre de 2017, més de 700 empreses o instàncies havien triat aquesta opció. Al maig de 2017, el cofundador Jeff Atwood va afirmar en una entrevista que la companyia estava generant aproximadament 120.000 dòlars al mes en aquell moment.